# Lijst van voetbalinterlands Hongkong - Thailand
Deze lijst van voetbalinterlands is een overzicht van alle officiële voetbalwedstrijden tussen de nationale teams van Hongkong en Thailand. De landen hebben tot op heden 27 keer tegen elkaar gespeeld. De eerste ontmoeting, een vriendschappelijke wedstrijd, werd gespeeld in Kuala Lumpur (Maleisië) op 6 augustus 1961. Het laatste duel, eveneens een vriendschappelijke wedstrijd, vond plaats op 19 juni 2023 in Hongkong.

## Wedstrijden
| №  | Plaats       | Datum             | Competitie                 | Wedstrijd           | Uitslag |
| -- | ------------ | ----------------- | -------------------------- | ------------------- | ------- |
| 1  | Kuala Lumpur | 6 augustus 1961   | Vriendschappelijk          | Thailand – Hongkong | 1 – 2   |
| 2  | Saigon       | 7 december 1963   | Azië Cup 1964 kwalificatie | Hongkong – Thailand | 3 – 3   |
| 3  | Kuala Lumpur | 27 augustus 1965  | Vriendschappelijk          | Thailand – Hongkong | 1 – 1   |
| 4  | Kuala Lumpur | 23 augustus 1966  | Vriendschappelijk          | Thailand – Hongkong | 2 – 2   |
| 5  | Hongkong     | 2 april 1967      | Azië Cup 1968 kwalificatie | Hongkong – Thailand | 2 – 0   |
| 6  | Kuala Lumpur | 10 augustus 1967  | Vriendschappelijk          | Thailand – Hongkong | 0 – 1   |
| 7  | Saigon       | 11 november 1967  | Vriendschappelijk          | Thailand – Hongkong | 5 – 1   |
| 8  | Kuala Lumpur | 10 augustus 1968  | Vriendschappelijk          | Thailand – Hongkong | 0 – 0   |
| 9  | Kuala Lumpur | 2 augustus 1970   | Vriendschappelijk          | Thailand – Hongkong | 0 – 2   |
| 10 | Bangkok      | 12 november 1970  | Vriendschappelijk          | Thailand – Hongkong | 2 – 1   |
| 11 | Kuala Lumpur | 6 augustus 1972   | Vriendschappelijk          | Thailand – Hongkong | 2 – 2   |
| 12 | Kuala Lumpur | 3 augustus 1974   | Vriendschappelijk          | Thailand – Hongkong | 0 – 1   |
| 13 | Kuala Lumpur | 6 augustus 1975   | Vriendschappelijk          | Thailand − Hongkong | 0 − 3   |
| 14 | Singapore    | 5 maart 1977      | WK 1978 kwalificatie       | Thailand − Hongkong | 1 − 2   |
| 15 | Bangkok      | 11 januari 1979   | Azië Cup 1980 kwalificatie | Thailand − Hongkong | 1 − 0   |
| 16 | Bangkok      | 22 januari 1979   | Azië Cup 1980 kwalificatie | Thailand − Hongkong | 1 − 2   |
| 17 | Beijing      | 18 juli 1983      | Vriendschappelijk          | Hongkong − Thailand | 1 − 1   |
| 18 | Beijing      | 25 september 1990 | Aziatische Spelen 1990     | Hongkong − Thailand | 0 − 2   |
| 19 | Hiroshima    | 3 oktober 1994    | Aziatische Spelen 1994     | Thailand − Hongkong | 1 − 2   |
| 20 | Bangkok      | 9 maart 1997      | WK 1998 kwalificatie       | Thailand − Hongkong | 2 − 0   |
| 21 | Hongkong     | 30 maart 1997     | WK 1998 kwalificatie       | Hongkong − Thailand | 3 − 2   |
| 22 | Bangkok      | 2 december 1998   | Aziatische Spelen 1998     | Thailand − Hongkong | 5 − 0   |
| 23 | Tasjkent     | 10 november 2003  | Azië Cup 2004 kwalificatie | Hongkong − Thailand | 2 − 1   |
| 24 | Bangkok      | 17 november 2003  | Azië Cup 2004 kwalificatie | Thailand − Hongkong | 4 − 0   |
| 25 | Bangkok      | 9 oktober 2015    | Vriendschappelijk          | Thailand − Hongkong | 1 − 0   |
| 26 | Hongkong     | 11 oktober 2018   | Vriendschappelijk          | Hongkong − Thailand | 0 − 1   |
| 27 | Hongkong     | 19 juni 2023      | Vriendschappelijk          | Hongkong − Thailand | 0 − 1   |

## Samenvatting
| Competitie            | Totaal gespeeld | Winst Hongkong | Gelijk | Winst Thailand | Doelsaldo Hongkong – Thailand |
| --------------------- | --------------- | -------------- | ------ | -------------- | ----------------------------- |
| WK-kwalificatie       | 3               | 2              | 0      | 1              | 5 − 5                         |
| Azië Cup-kwalificatie | 6               | 3              | 1      | 2              | 9 − 10                        |
| Aziatische Spelen     | 3               | 1              | 0      | 2              | 2 − 8                         |
| Vriendschappelijk     | 15              | 5              | 5      | 5              | 17 − 17                       |
| Totaal                | 27              | 11             | 6      | 10             | 33 − 40                       |

HKFA · 
Lijst van A-internationals · 
Hongkongs vrouwenelftal
1960 – 1969 ·
1970 – 1979 ·
1980 – 1989 ·
1990 – 1999 ·
2000 – 2009 ·
2010 – 2019 ·
2020 − 2029
Afghanistan ·
Argentinië ·
Australië ·
Bahrein ·
Bangladesh ·
Bhutan ·
Brazilië ·
Brunei ·
Cambodja ·
Canada ·
China ·
Colombia ·
Denemarken ·
Estland ·
Fiji ·
Filipijnen ·
Guam ·
India ·
Indonesië ·
Irak ·
Iran ·
Israël ·
Japan ·
Jemen ·
Joegoslavië ·
Jordanië ·
Koeweit ·
Kroatië ·
Laos ·
Libanon ·
Liechtenstein ·
Macau ·
Malediven ·
Maleisië ·
Marokko ·
Mauritius ·
Mongolië ·
Myanmar ·
Nepal ·
Noord-Korea ·
Noorwegen ·
Oezbekistan ·
Oman ·
Oost-Timor ·
Palestina ·
Paraguay ·
Qatar ·
Salomonseilanden ·
Saoedi-Arabië ·
Singapore ·
Sri Lanka ·
Syrië ·
Tadzjikistan ·
Taiwan ·
Thailand ·
Turkmenistan ·
Verenigde Arabische Emiraten ·
Vietnam ·
Zuid-Korea ·
Zuid-Vietnam ·
Zwitserland
FAT · A-internationals · Bondscoaches · Statistieken · Thais vrouwenelftal · Thailand U21 · Thailand U20 · Thailand U19 · Thailand U18 · Thailand U17
1950 – 1959 · 
1960 – 1969 · 
1970 – 1979 · 
1980 – 1989 · 
1990 – 1999 · 
2000 – 2009 · 
2010 – 2019 ·
2020 − 2029
Asian Cup 1972 ·
Asian Cup 1992 · 
Asian Cup 1996 · 
Asian Cup 2000 · 
Asian Cup 2004 · 
Asian Cup 2007
OS 1956 · 
OS 1968
1956 · 
1957 · 
1958 · 
1959 · 
1960 · 
1961 · 
1962 · 
1963 · 
1964 · 
1965 · 
1966 · 
1967 · 
1968 · 
1969 · 
1970 · 
1971 · 
1972 · 
1973 · 
1974 · 
1975 · 
1976 · 
1977 · 
1978 · 
1979 · 
1980 · 
1981 · 
1982 · 
1983 · 
1984 · 
1985 · 
1986 · 
1987 · 
1988 · 
1989 · 
1990 · 
1991 · 
1992 · 
1993 · 
1994 · 
1995 · 
1996 · 
1997 · 
1998 · 
1999 · 
2000 · 
2001 · 
2002 · 
2003 · 
2004 · 
2005 · 
2006 · 
2007 · 
2008 · 
2009 · 
2010 · 
2011 · 
2012 · 
2013 ·
2014 ·
2015 ·
2016 ·
2017 ·
2018 ·
2019 ·
2020 ·
2021 ·
2022 ·
2023
Afghanistan ·
Australië ·
Bahrein ·
Bangladesh ·
Bhutan ·
Brazilië ·
Brunei ·
Bulgarije ·
Cambodja ·
China ·
Congo-Brazzaville ·
Denemarken ·
Duitsland ·
Egypte ·
Estland ·
Faeröer ·
Filipijnen ·
Finland ·
Gabon ·
Georgië ·
Ghana ·
Hongkong ·
India ·
Indonesië ·
Irak ·
Iran ·
Israël ·
Japan ·
Jemen ·
Jordanië ·
Kameroen · 
Kazachstan ·
Kenia ·
Kirgizië ·
Koeweit ·
Laos ·
Letland ·
Libanon ·
Liberia ·
Libië ·
Liechtenstein ·
Luxemburg ·
Macau ·
Malediven ·
Maleisië ·
Malta ·
Marokko ·
Myanmar ·
Nederland ·
Nepal ·
Nieuw-Zeeland ·
Nigeria ·
Noord-Ierland ·
Noord-Korea ·
Noorwegen ·
Oezbekistan ·
Oman ·
Oost-Timor ·
Pakistan ·
Palestina ·
Papoea-Nieuw-Guinea ·
Polen ·
Qatar ·
Saoedi-Arabië ·
Singapore ·
Slowakije ·
Sri Lanka ·
Suriname ·
Syrië ·
Taiwan ·
Tadzjikistan ·
Trinidad en Tobago ·
Turkmenistan ·
Uruguay ·
Verenigde Arabische Emiraten ·
Verenigde Staten ·
Vietnam ·
Zuid-Afrika ·
Zuid-Korea ·
Zuid-Vietnam ·
Zweden